# Juan Carlos Cuminetti
Juan Carlos Cuminetti est un joueur de volley-ball italo-argentin, né le 27 mai 1967 à Rosario. Il mesure 2,02 m et joue réceptionneur-attaquant.

## Carrière
Juan Cuminetti participe aux Jeux olympiques de 1988 à Séoul et remporte la médaille de bronze avec l'équipe argentine composée de Daniel Castellani, Esteban Martinez, Alejandro Diz, Daniel Colla, Carlos Weber, Hugo Conte, Waldo Kantor, Raul Quiroga, Jon Uriarte, Esteban de Palma et Claudio Zulianello.

## Clubs
| Club                | Pays      | De        | À         |
| ------------------- | --------- | --------- | --------- |
| Normal Tres Rosario | Argentine | 1987-1988 | 1987-1988 |
| Bologne             | Italie    | 1988-1989 | 1988-1989 |
| inactif             | ———       | 1989-1990 | 1989-1990 |
| Santa Croce         | Italie    | 1990-1991 | 1990-1991 |
| Prato               | Italie    | 1991-1992 | 1991-1992 |
| Fano                | Italie    | 1992-1993 | 1992-1993 |
| Modène              | Italie    | 1993-1994 | 1999-2000 |
| Ferrare             | Italie    | 2000-2001 | 2001-2002 |
| Pérouse             | Italie    | 2002-2003 | 2003-2004 |
| Tarante             | Italie    | 2004-2005 | 2004-2005 |
| Trente              | Italie    | 2005-2006 | …         |

## Palmarès
- Championnat d'Italie : 1995, 1997
- Coupe d'Italie : 1994, 1995, 1997, 1998
- Supercoupe d'Italie : 1998
- Ligue des champions : 1996, 1997, 1998
- Coupe des Coupes : 1995
- Supercoupe d'Europe de volley-ball : 1995